# BIK Karlskoga

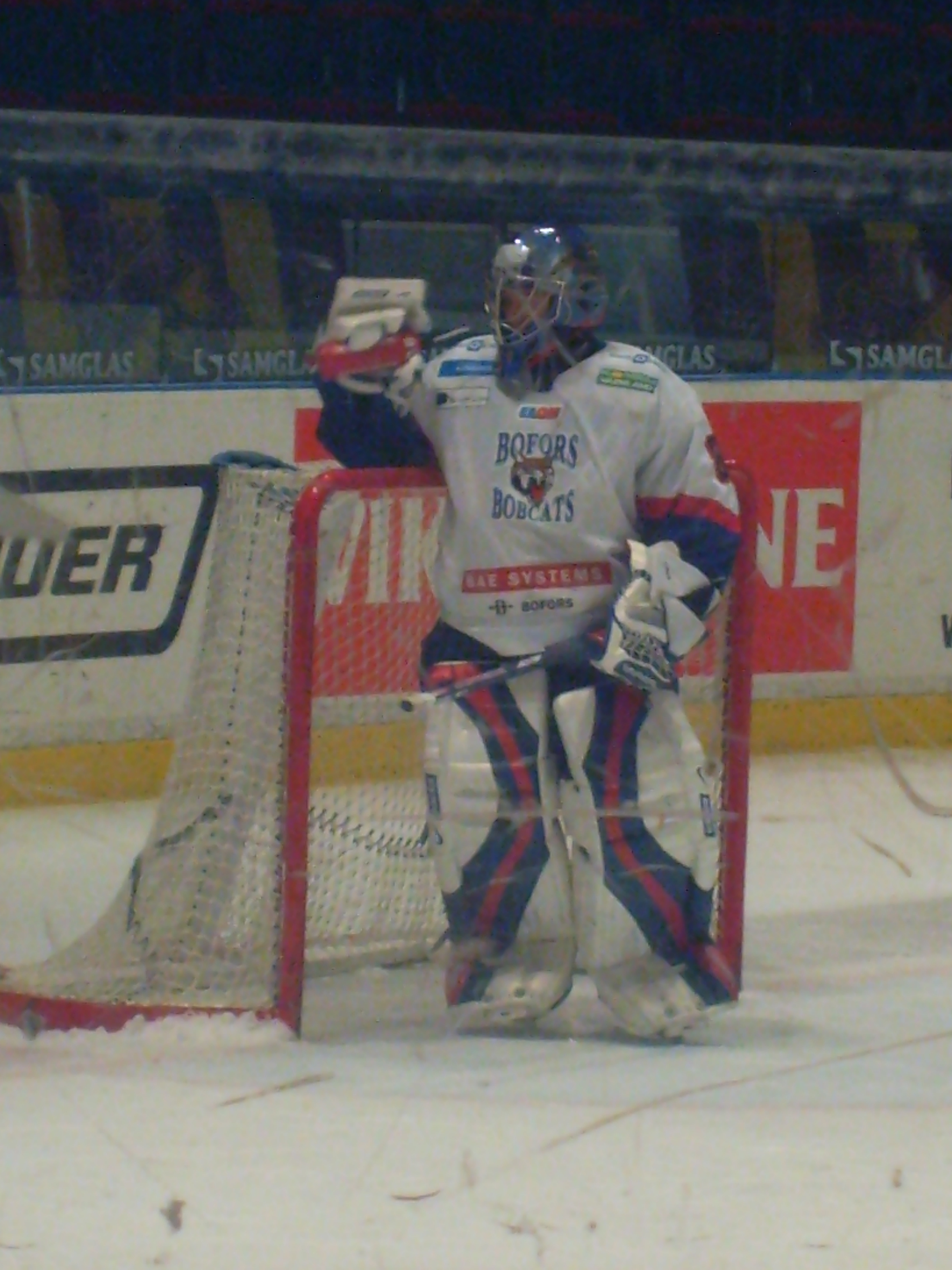
Micael Andersson i klubbens tidigare namn och matchtröja.

Bofors Ishockeyklubb Karlskoga (förkortat BIK Karlskoga), tidigare Bofors IK, är en ishockeyklubb i Karlskoga. Klubben spelar i Hockeyallsvenskan.

## Historik
År 1943 beslöt IFK Bofors, som också hade fotboll samt några andra sporter på programmet, att börja med ishockey. Under 1950-talet tog man sig till Sveriges dåvarande högsta division, Division 1. IFK Bofors slogs 1963 samman med Karlskoga IF och fick formellt namnet IF Karlskoga/Bofors, i folkmun oftast KB 63 eller KB Karlskoga. Namnet Bofors IK antog föreningen 1978.
13 mars 1944 spelades den första ishockeymatchen i föreningens historia på bortaplan mot Degerfors BK. Man förlorade med 4–1. Söndagen därpå spelades första hemmamatchen i föreningens historia, åter mot Degerfors BK och denna match vann man med 6–2. 
År 2001 inledde klubben ett arbete med att stärka sin profil. Med inspiration från National Hockey League bestämde man sig för att anta en klubbsymbol i form av ett djur. En lokatt valdes för att symbolisera klubben och man kallade sig därefter för Bofors Bobcats. Det pilformade klubbmärket som använts sedan 1978 byttes ut, men Bofors IK bevarades som officiellt namn på klubben.
6 december 2011 beslutade Karlskoga kommunstyrelse att köpa klubbens namn under en femårsperiod. Bakgrunden till beslutet var att förtydliga klubbens hemort samt att flera av klubbens sponsorer inte längre ville bli förknippade med Bofors-namnet, ett namn som kom från tiden då Bofors AB var klubbens huvudsponsor. Avtalet med kommunen som löpte från 2011 och fem år framåt, innebar bland annat att Karlskoga blev en dominerande del i det nya namnet samt att klubben får bidrag från kommunen med 700 000 kronor per år. Dessutom skulle en bonus på 200 000 kronor utgå om laget vid kvalificerade sig i kvalserien till Elitserien. Då namnet byttes mitt under säsongen, ingick även i avtalet ett omställningsbidrag på 200 000 kronor för att ta fram nya dräkter och logotyp. 19 december 2011 beslutade klubben vid ett extra årsmöte att byta namn från Bofors IK till BIK Karlskoga. Det nya namnet skulle först godkännas av Riksidrottsförbundet och kom officiellt att börjas användas från och med den 27 januari 2012.

## Nobelhallen
Nobelhallen invigdes år 1972 vilket också var året då KB flyttade dit sin verksamhet. Den allra första matchen som spelades i Nobelhallen var en träningsmatch mellan KB och Djurgårdens IF. I matchen gjordes det första målet i arenans historia av KB-spelaren Stefan Canderyd. Nobelhallen rymmer 5 600 åskådare. Under 2024 fastställdes en plan för en renovering av Nobelhallen med en kostnad av 130 miljoner kronor där standarden skulle bibehållas på allsvensk nivå.

## Säsonger
Det nybildade laget blev snart ett topplag i Division II och tog sig flera gånger upp i högsta serien.
| Säsong                     | Division                   | Placering                  | Playoff/kval                                                  |                            |
| IF Karlskoga/Bofors (KB63) | IF Karlskoga/Bofors (KB63) | IF Karlskoga/Bofors (KB63) | IF Karlskoga/Bofors (KB63)                                    | IF Karlskoga/Bofors (KB63) |
| -------------------------- | -------------------------- | -------------------------- | ------------------------------------------------------------- | -------------------------- |
| 1963/1964                  | Division I Södra           | 7                          | 7:a i kvalificeringsserien, nerflyttade                       |                            |
| 1964/1965                  | Division II Västra B       | 2                          |                                                               |                            |
| 1965/1966                  | Division II Västra B       | 1                          | 3:a i kvalserien                                              |                            |
| 1966/1967                  | Division II Västra B       | 2                          |                                                               |                            |
| 1967/1968                  | Division II Västra B       | 1                          | 1:a i kvalserien, uppflyttade                                 |                            |
| 1968/1969                  | Division I Södra           | 7                          | nerflyttade                                                   |                            |
| 1969/1970                  | Division II Södra A        | 1                          | 4:a i kvalserien                                              |                            |
| 1970/1971                  | Division II Västra B       | 1                          | 2:a i kvalserien, uppflyttade                                 |                            |
| 1971/1972                  | Division I Södra           | 6                          | 1:a i kvalificeringsserien                                    |                            |
| 1972/1973                  | Division I Södra           | 5                          | 4:a i kvalificeringsserien, nerflyttade                       |                            |
| 1973/1974                  | Division II Västra A       | 1                          | 1:a i kvalserien, uppflyttade                                 |                            |
| 1974/1975                  | Division I                 | 16                         | Serieomläggning, nerflyttade                                  |                            |
| 1975/1976                  | Division I Västra          | 2                          | Playoff: Besegrar Boden, utslagna av Björklöven               |                            |
| 1976/1977                  | Division I Västra          | 1                          | Playoff: Besegrar BBK/Björns och Kiruna AIF, 4:a i kvalserien |                            |
| 1977/1978                  | Division I Västra          | 2                          | Playoff: Besegrar BBK/Björns, utslagna av Björklöven          |                            |
| 1978/1979                  | Division I Västra          | 2                          | Playoff: Besegrar Malmö och Karlskrona, 5:a i kvalserien      |                            |
| Bofors IK                  |                            |                            |                                                               |                            |
| 1979/1980                  | Division I Västra          | 2                          | Playoff: Besegrar Troja och Rommehed, 4:a i kvalserien        |                            |
| 1980/1981                  | Division I Östra           | 4                          | Playoff: Utslagna av Troja                                    |                            |
| 1981/1982                  | Division I Västra          | 4                          | Playoff: Besegrar Tingsryd och Örebro, utslagna av Hammarby   |                            |

Efter flera säsonger i högsta serien och i toppen av andraserien börjar Bofors dala i tabellerna. Man vinner inte längre Division I och 1992 flyttas man t.o.m. ner till Division II. 
| Säsong    | Division             | Placering | Vårserie                  | Playoff/Kval                                                          |
| --------- | -------------------- | --------- | ------------------------- | --------------------------------------------------------------------- |
| 1982/1983 | Division I Västra    | 4         | 1:a i fortsättningsserien | Playoff: Utslagna av Kiruna AIF                                       |
| 1983/1984 | Division I Västra    | 6         | 6:a i fortsättningsserien |                                                                       |
| 1984/1985 | Division I Östra     | 7         | 5:a i fortsättningsserien |                                                                       |
| 1985/1986 | Division I Östra     | 8         | 5:a i fortsättningsserien |                                                                       |
| 1986/1987 | Division I Östra     | 7         | 5:a i fortsättningsserien |                                                                       |
| 1987/1988 | Division I Västra    | 8         | 5:a i fortsättningsserien |                                                                       |
| 1988/1989 | Division I Västra    | 9         | 6:a i fortsättningsserien |                                                                       |
| 1989/1990 | Division I Västra    | 7         | 8:a i fortsättningsserien | nerflyttade                                                           |
| 1990/1991 | Division II Västra A | 1         |                           | Besegrar Orsa i playoff 2:a i kvalserien till Division I, uppflyttade |
| 1991/1992 | Division I Västra    | 10        | 7:a i fortsättningsserien | 4:a i kvalserien, nerflyttade                                         |

Efter några år i Division II kom man tillbaka till Division I igen 1997. Vid serieomläggningen 1999 tog man plats i den nya Allsvenskan och när IK Oskarshamn 2019 tog plats i Svenska hockeyligan blev BIK Karlskoga det enda laget som spelat alla säsongerna i Hockeyallsvenskan.
| Säsong        | Division             | Placering | Vårserie/Playoff m.m.     | Kval/Playoff                                                                                     |
| ------------- | -------------------- | --------- | ------------------------- | ------------------------------------------------------------------------------------------------ |
| 1996/1997     | Division II Västra B | 2         | 1:a i Västra Alltvåan     | Vinner Alltvåans final mot Västerås HC 1:a i Kval till Division I Västra, uppflyttade            |
| 1997/1998     | Division I Västra    | 5         | 2:a i fortsättningsserien | Playoff: Utslagna av Boden                                                                       |
| 1998/1999     | Division I Västra    | 4         | 1:a i fortsättningsserien | Playoff: Utslagna av IFK Kumla Serieomläggning, kvalificerade för nya Allsvenskan                |
| 1999/2000     | Allsvenskan Södra    | 7         | 3:a i vårserien           |                                                                                                  |
| 2000/2001     | Allsvenskan Södra    | 2         | 7:a i Superallsvenskan    |                                                                                                  |
| 2001/2002     | Allsvenskan Södra    | 4         | 3:a i Superallsvenskan    | Playoff: Besegrar IFK Arboga och Troja 5:a i kvalserien till Elitserien                          |
| 2002/2003     | Allsvenskan Södra    | 3         | 3:a i Superallsvenskan    | Playoff: Utslagna av IFK Arboga                                                                  |
| 2003/2004     | Allsvenskan Södra    | 3         | 6:a i Superallsvenskan    | Playoff: Besegrar Nybro Vikings, utslagna av AIK                                                 |
| 2004/2005     | Allsvenskan Norra    | 4         | 6:a i Superallsvenskan    | Playoff: Besegrar Almtuna, utslagna av Oskarshamn                                                |
| 2005/2006     | Hockeyallsvenskan    | 3         |                           | 6:a i kvalserien                                                                                 |
| 2006/2007     | Hockeyallsvenskan    | 11        |                           |                                                                                                  |
| 2007/2008     | Hockeyallsvenskan    | 9         |                           |                                                                                                  |
| 2008/2009     | Hockeyallsvenskan    | 10        |                           |                                                                                                  |
| 2009/2010     | Hockeyallsvenskan    | 6         |                           | Playoff: Utslagna av Malmö Redhawks                                                              |
| 2010/2011     | Hockeyallsvenskan    | 10        |                           |                                                                                                  |
| BIK Karlskoga |                      |           |                           |                                                                                                  |
| 2011/2012     | Hockeyallsvenskan    | 3         |                           | 6:a i kvalserien                                                                                 |
| 2012/2013     | Hockeyallsvenskan    | 4         | 2:a i Playoffserien       |                                                                                                  |
| 2013/2014     | Hockeyallsvenskan    | 4         | 3:a i Playoffserien       |                                                                                                  |
| 2014/2015     | Hockeyallsvenskan    | 5         | 6:a i Slutspelsserien     |                                                                                                  |
| 2015/2016     | Hockeyallsvenskan    | 5         | 3:a i Slutspelsserien     |                                                                                                  |
| 2016/2017     | Hockeyallsvenskan    | 2         |                           | Förlorar Hockeyallsvenska finalen mot Mora Vinner playoff mot AIK, förlorar Direktkval mot Rögle |
| 2017/2018     | Hockeyallsvenskan    | 12        |                           |                                                                                                  |
| 2018/2019     | Hockeyallsvenskan    | 5         | 3:a i Slutspelsserien     |                                                                                                  |
| 2019/2020     | Hockeyallsvenskan    | 4         |                           | inställt                                                                                         |
| 2020/2021     | Hockeyallsvenskan    | 2         |                           | Slutspel: Besegrar Västerås, utslagna av Björklöven                                              |
| 2022/2023     | Hockeyallsvenskan    | 6         |                           | Slutspel: Utslagna av Djurgården                                                                 |
| 2023/2024     | Hockeyallsvenskan    | 7         |                           | Slutspel: Besegrar Kalmar och Södertälje SK, utslagna av Brynäs                                  |
| 2024/2025     | Hockeyallsvenskan    | 2         |                           | Slutspel: Besegrar IK Oskarshamn utslagna avAIK                                                  |
| 2025/2026     | Hockeyallsvenskan    |           |                           |                                                                                                  |

## Kända Boforsspelare
- Stefan Canderyd
- Thommie Bergman
- Leif "Blixten" Henriksson
- Christian Berglund
- Bengt-Åke Gustafsson
- Niklas Sjökvist
- Emil Kåberg
- Daniel Wessner
- Tobias Thermell
- Fredrik Höggren